# Пјана деле Виње (Кјети)
Пјана деле Виње (итал. Piana delle Vigne) је насеље у Италији у округу Кјети, региону Абруцо.
Према процени из 2011. у насељу је живело 123 становника. Насеље се налази на надморској висини од 168 м.